# Harpastum
Harpastum – w starożytnym Rzymie dyscyplina sportowa, uprawiana przez legionistów, uznawana za przodka dzisiejszego rugby. Piłka nożna też może wywodzić się od harpastum.
Gra najprawdopodobniej wywodziła się z greckich espikyros i phaininda. Przyjęła się w Rzymie, zwłaszcza wśród legionistów, którzy rozpowszechnili ją na terenie całego imperium.
Według opisów pochodzących ze starożytności gra miała dwie wersje. Pierwsza  polegała na umieszczeniu piłki poza linią końcową boiska, które miało kształt prostokąta zbliżonego do dzisiejszego boiska do piłki nożnej. Piłkę głównie podawano z rąk do rąk, dopuszczalne było również jej kopanie. W drugiej wersji chodziło o utrzymanie piłki na swojej połowie i nieoddanie jej przeciwnikom. Piłka nie mogła dotknąć ziemi.
Gra była dość brutalna. Przeciwnika można było zatrzymywać czepiając się go i walcząc z nim. Można było przewracać przeciwnika. Stosowano chwyty duszące. Grano w zespołach liczących od 5 do 27 osób. Kontuzje i rany były na porządku dziennym. Grano twardą piłką. Robiono ją z pęcherza wypełnionego trawą, albo ze skóry zwierzęcej wypchanej trawą lub szmatami. Podobno legioniści Juliusza Cezara grywali głowami pokonanych Gallów.
Mimo brutalności, która u obytych przecież z krwawymi igrzyskami Rzymian wywoływała nieraz protesty, słynny lekarz Galen uważał, że gra jest świetnym ćwiczeniem sprawnościowym.